# Вейн Тауншип (округ Армстронг, Пенсільванія)
Вейн Тауншип (англ. Wayne Township) — селище (англ. township) в США, в окрузі Армстронг штату Пенсільванія. Населення — 1296 осіб (2020).

## Демографія
Згідно з переписом 2010 року, у селищі мешкало 1200 осіб у 439 домогосподарствах у складі 314 родин. Було 516 помешкань
Расовий склад населення:
| - 98,5 % — білих - 0,5 % — чорних або афроамериканців - 0,2 % — корінних американців - 0,1 % — вихідців з тихоокеанських островів - 0,1 % — азіатів |

До двох чи більше рас належало 0,6 %. Частка іспаномовних становила 1,2 % від усіх жителів.
За віковим діапазоном населення розподілялося таким чином: 27,7 % — особи молодші 18 років, 55,8 % — особи у віці 18—64 років, 16,5 % — особи у віці 65 років та старші. Медіана віку мешканця становила 39,6 року. На 100 осіб жіночої статі у селищі припадало 102,4 чоловіків;  на 100 жінок у віці від 18 років та старших — 99,1 чоловіків також старших 18 років.
Середній дохід на одне домашнє господарство  становив 59 889 доларів США (медіана — 51 406), а середній дохід на одну сім'ю — 70 968 доларів (медіана — 64 107). За межею бідності перебувало 25,5 % осіб, у тому числі 43,3 % дітей у віці до 18 років та 14,4 % осіб у віці 65 років та старших.
Цивільне працевлаштоване населення становило 448 осіб. Основні галузі зайнятості: освіта, охорона здоров'я та соціальна допомога — 19,9 %, будівництво — 17,4 %, сільське господарство, лісництво, риболовля — 12,9 %, роздрібна торгівля — 11,8 %.